# Château de Montaner
Le château de Montaner est un ancien château fort, de la fin du XIVe siècle, qui se dresse sur la commune française de Montaner dans le département des Pyrénées-Atlantiques, en région Nouvelle-Aquitaine.
Le château fait l'objet d'une protection au titre des monuments historiques.

## Localisation
Le château est bâti au bout d'un long plateau, face à l'Armagnac, dominant la vallée de l'Adour, sur la commune de Montaner dans le département français des Pyrénées-Atlantiques. Du haut de son donjon, d'où l'on pouvait surveiller tout ce qui passait de Tarbes aux Landes, et au loin, au sud, la chaine pyrénéenne.

## Historique
Le château de Montaner a été édifié à la demande de Gaston Fébus entre 1374 et 1380 pour protéger les frontières du Béarn face à la Bigorre et à l'Armagnac.
L'architecte fut Sicard de Lordat. En 1379, une négociation eut lieu avec des cagots du Béarn (charpentiers qui étaient considérés comme « intouchables ») pour qu'ils travaillent à la charpente du château (réalisée en 1398). Les cagots passèrent un contrat de gré à gré avec Gaston Fébus, dans l’église de Pau, en présence de témoins, et par devant notaire où les cagots s'engageaient à la construction du château contre une exonération de taille. Pour le château, le maître charpentier cagot Pierre Doat s’engagea au nom des cagots à installer des fours pour y cuire 100 000 briques par an. Le 6 décembre 1379, quatre-vingt-huit charpentiers cagots s’engagèrent à fournir toutes les pièces de bois nécessaires, taillées, avec leurs ferrures, à les poser, à recouvrir les charpentes du toit de lauzes livrées sur place. Dans ce traité, les cagots s’engageaient à exécuter toute la charpente du château de Montaner, ainsi que les ferrures nécessaires, le tout, à leurs frais ; en revanche le prince leur accordait la remise de deux francs sur l'imposition de chaque feu (les « feux » correspondaient aux foyers ou familles), les dispensait de la taille, et leur permettait de prendre le bois dans ses forêts. En 1379, des serfs furent eux aussi dispensés de corvées contre des versements en argent dont le produit fut affecté aux travaux du château. Après la mort de Gaston Fébus, la rénovation du fort, en 1398, exempte ces cagots selon les termes du contrat, pour leurs cagoteries, tout comme les ecclésiastiques pour leurs bénéfices.
Le château de Montaner est vendu par Jean d'Albret, roi de Navarre, à Jean Ier de Foix, seigneur de Lautrec, pour 15 000 écus d'or.
Depuis 1854, le château est mis en valeur et géré par le conseil général des Pyrénées-Atlantiques. En été, sont organisés de nombreux spectacles et animations sur le thème du Moyen Âge. À partir de 1962 des passionnés s'engagent dans la restauration de la forteresse. Ils s'organisent au sein de l'association Pierres et Vestiges qui devient dans les années 80 : Les Amis du Château de Montaner. En été, les Médiévales de Montaner en partenariat avec les associations locales et les structures du tourismes territoriales réunissent prêt de 18 000 visiteurs sur deux journées. La régie du château, avec l'appui des Amis du Château, profite de cet élan pour développer des animations touristiques mêlant culture et pédagogie. En 2025, le conseil départemental des Pyrénées-Atlantiques confie la gestion du site dans le cadre d’une délégation de service public à la société Histoire de jouer. La volonté de prise de contrôle des Médiévales par la nouvelle entreprise gestionnaire du site, pousse les bénévoles à arrêter le festival. De nombreuses associations locales, par solidarité, ou en raison de désaccord avec l'entreprise Histoire de Jouer décide de se retirer des animations du château de Montaner, en parallèle. 

### Liste des capitaines et gouverneurs du château de Montaner

Blason : Maison de Navailles, Béarn - D'azur à un lévrier d'argent colleté de gueules accompagné de trois molettes d'argent[7].
Blason : Maison de Nays, Béarn - Sgr. de Candeau, Blasonnement dans l'Armorial d'Hozier : D'argent à la croix fleuronnée de sable.
Blason : Famille de Durban, Languedoc - Écartelé aux 1 et 4 d'azur à trois fasces d'or (Durban ancien) aux 2 et 3 d'or à un mont d'azur accompagné en chef d'un aiglon de sable mouvant du canton senestre et soufflant sur un arbre de sinople posé au canton dextre du chef (Durban moderne)[7].
Blason : Maison de La Borde, Béarn - Sgr. de la Lamre de Castetarbe - D'or au chevron de gueules accompagné de trois flammes du même[7].
Blason : Maison de Montesquiou : D'or aux deux tourteaux de gueules, l'un sur l'autre[7].

- Loup-Bergon de Bordeu, la garde du château et de la terre de Montaner fut confié à ce seigneur par Gaston VII de Béarn, pendant la dernière moitié du XIIIe siècle[8].
- Guilhem-Othon, seigneur d'Andoins, gardera le château de Montaner vers 1318[9].
- Bertrand et Bertranet de Navailles en 1397 et 1427[10].
- Joanot de Navailles, Sr de Doat et châtelain de Montaner, le 29 janvier 1466[11].
- Les capitaines Laborde et Samson de Nays en 1560[12].
- Jean Durban, gouverneur du château de 1564 à 1569[13].
- Bernard de Laborde, capitaine nommé au château de Montaner par Jeanne d'Albret en 1569.
- Jean de Nays créé gouverneur du château en 1594[14], arrêté pour malversation dans la gestion des grains.
- Bertrand Durban, seigneur de Labassère et de Doat[15].
- Alain, seigneur de Vauzé, gouverneur du château de Montaner, maître d'hôtel du Roi[16].
- Henry de Montesquiou, Sr d'Artagnan, nommé en 1627, capitaine et gouverneur du château de Montaner en 1628[17]. Une ordonnance de Louis XIII, attribue 135 livres de gages à d'Artagnan, gouverneur du château de Montaner[4].

## Description
Le château construit en briques, face à l'Armagnac toujours inquiétant par Gaston Phébus au nord-est de son Béarn, comprend une vaste enceinte polygonale percée de deux portes et hérissée d'un haut donjon carré.
La tour maîtresse, haute de 40 m, fait office de tour-porte, et permet d'accéder encore aujourd'hui à la cour intérieure de plan quasi circulaire. La tour est surmontée d'une copie du blason originel de Foix-Béarn, lui-même coiffé de la formule « Fébus mé fé », soit « Fébus me fit », que Gaston Fébus faisait mettre sur les constructions qu'il faisait édifier.
La cour, au centre de laquelle trône un puits, est bordé de divers bâtiments : une grande salle, des cuisines et des logis pourvus de lavabos et de placards, dont les deux niveaux sont desservis par une galerie.
Au nord, on trouve une seconde tour-porte qui était précédée d'une barbacane.

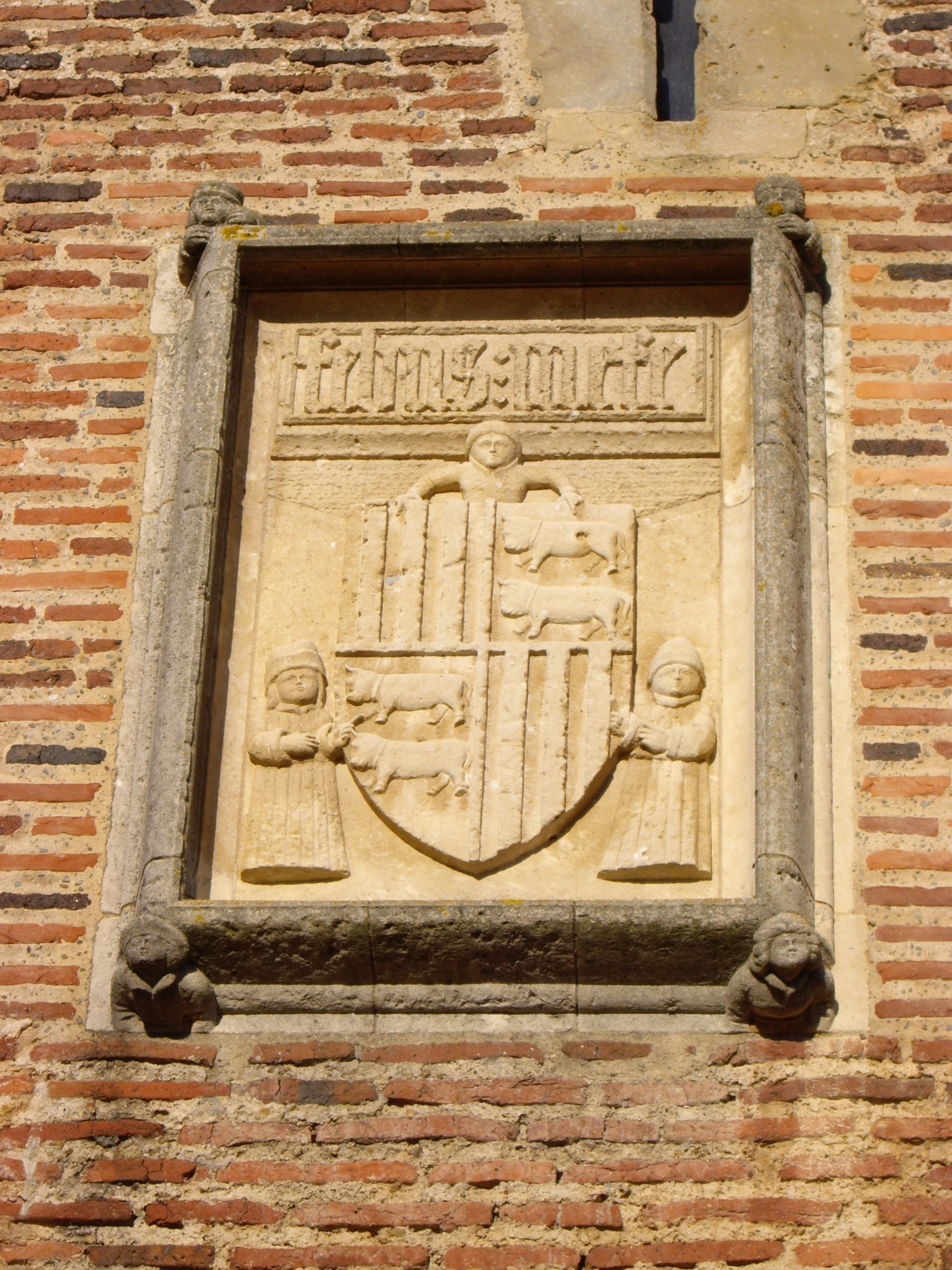
Blason de Foix-Béarn.

## Protection aux monuments historiques
Sont classés par arrêté du 18 mars 1980 :
- le donjon ;
- les ruines de l'enceinte.

Sont inscrits par arrêté du 29 septembre 2021 :
- la totalité du site fortifié du château de Montaner, à l'exception des parties classées, avec les vestiges de la tour située au Nord, la barbacane et les retranchements de l'espace Nord formant une pointe, avec l'ancien village l'accompagnant et ses fortifications, et avec tous les sols et les autres éléments défensifs (fossés, lices, chemins-couverts et avant-chemins-couverts), situés à Montaner.

## Le château dans les arts et la culture
Le Monde vivant d'Eugène Green a été tourné au château de Montaner.